# (32431) 2000 RC84
2000 RC84 (asteroide 32431) é um asteroide da cintura principal. Possui uma excentricidade de 0.08169790 e uma inclinação de 9.40835º.
Este asteroide foi descoberto no dia 2 de setembro de 2000 por LONEOS em Anderson Mesa.